# Exidy
A Exidy, fundada por H.R. "Pete" Kaufman, foi uma das maiores empresas produtoras de arcades no período inicial dos Vídeo-games, de 1974 a 1986. O nome "Exidy" era uma palavra-valise para "Excellence in Dynamics."

## Controvérsia
Em 1976, a Exidy esteve no centro de uma das primeiras discussões públicas sobre violência em Vídeo-games, envolvendo o arcade Death Race, onde o usuário tinha de atropelar criaturas esqueléticas que atravessavam a tela. Embora a empresa os chamasse de gremlins, os críticos viram ali pessoas de verdade sendo mortas no melhor estilo "atropelamento e fuga". Segundo declarou o presidente da empresa, "Pete" Kaufman, a controvérsia serviu apenas para aumentar as vendas do jogo: 1.000 unidades deste arcade foram vendidas.
A popularidade de Death Chase fez com que a Exidy lançasse uma continuação em 1977: Super Death Chase.